# Riccardo Basile
Riccardo Basile (* 6. November 1991 in Fulda) ist ein deutscher Fernsehmoderator. Er moderiert seit August 2017 für Sky Deutschland.

## Leben
Riccardo Basile wuchs in Fulda auf. Nach dem Abitur 2011 studierte Basile an der Otto-Friedrich-Universität in Bamberg Kommunikationswissenschaft, Politikwissenschaft und Romanistik. Bereits vor und während seines Studiums arbeitete er als Praktikant und freier Mitarbeiter für die Sportredaktion von Sky Deutschland. Nach Beendigung seines Studiums mit dem Abschluss Bachelor of Arts arbeitete er weiter als freier Mitarbeiter für Sky. Seit August 2017 moderiert Basile neben Esther Sedlaczek und Britta Hofmann sowie Sebastian Hellmann und Michael Leopold die Fußball-Bundesliga und UEFA Champions League. Zudem ist Basile seit August 2018 Co-Moderator von Jörg Wontorra bei Wontorra der Fußball Talk auf Sky Sport News. Seit Januar 2018 ist er außerdem noch als Filmemacher für die Rubrik „Goodlife“ auf Sky zuständig.
Im Jahr 2022 war Basile Teilnehmer bei der RTL-Sendung Let’s Dance. Dort belegte er gemeinsam mit seiner Profi-Tanzpartnerin Isabel Edvardsson den 11. Platz.
2016 gründete Basile das Modelabel „BOLZR“, welches er bis heute leitet. Er arbeitet auch als Influencer und ist dabei vor allem als Werbegesicht von L’Oréal, Metaxa und Home Deluxe bekannt.
Basile lebt in München.